# 臺南市 (州轄市)

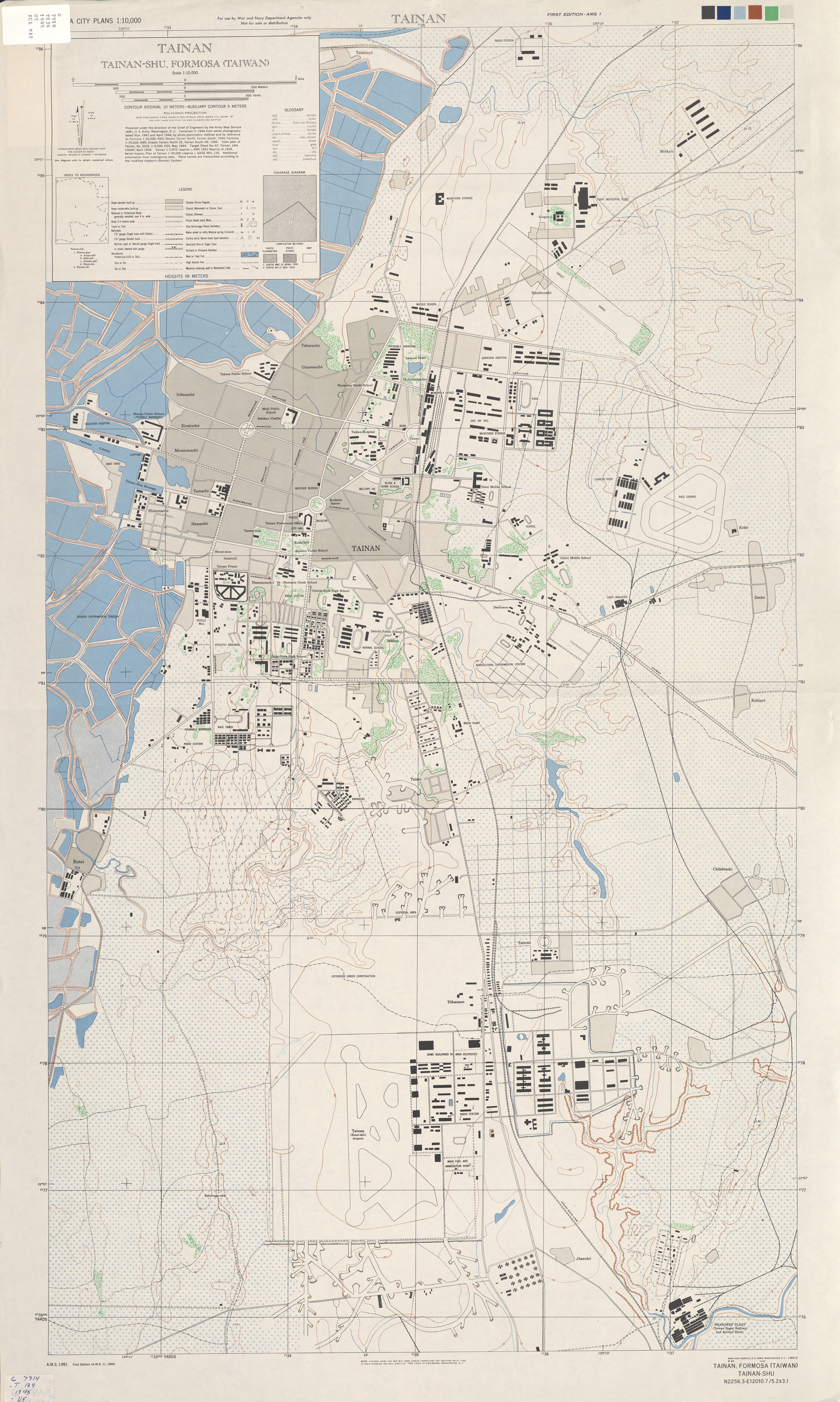
日治末期臺南市區與臺南飛行場（今臺南機場）地圖

臺南市（日语：〔〕／ Tainan shi */?）是臺灣日治時期1920年至1945年間存在之行政區，為轄屬臺南州的州轄市。範圍涵蓋今臺南市北區、東區、南區、中西區、安平區。
在日本時代，臺南為僅次於臺北的第二大城市。中國曾計畫在臺南設立副領事館，後因二戰爆發之故而未能實現，仍可看出其地位。

## 行政區劃
臺南市地區自1896年4月1日隸屬於臺南縣，在1897年6月10日劃為臺南縣下的臺南辨務署；同年12月，台南市街分為一至七區。1900年11月15日，台南市街改分為以下5區：
- 台南第一區：岳帝廟街、大人廟街、祝三多街、龍泉井街、聖公廟街、大東門街、西竹圍街、崙仔頂街、亭仔腳街、油行尾街、仁厚境街、大埔街、七良境街、公界內街、考棚口街、府西巷街、嶺前街、嶺後街、牛磨巷街、元會境街、戲台後街、辜婦媽街、二老口街、經廳口街
- 台南第二區：重慶寺街、中巷街、安海街、關帝廳街、王提塘街、東轅門街、磚雅橋街、總趕宮街、福安宮街、良皇宮街、下太子街、大南門街、馬兵營境街、檨仔林街、柱仔街、清水寺街、馬公廟街、五帝廟街、做蔑街、西轅門街、草仔寮街、開仙宮街、保西宮街、內新街、三界壇街、牛屎埕街、龍王廟街、頂打石街
- 台南第三區：十三舖街、內關帝街、萬福庵街、打銀街、上橫街、佛祖廟街、帆寮街、下打石街、統領巷街、下大埕街、下橫後街、下橫前街、武廟街、利源巷街、帽仔街、大井頭街、內南河街、內宮後街、武館街、竹仔街、大媽祖街、抽簽巷街、范進士街、三四街、赤崁樓街、三元巷街、五全街、小上帝街、縣口尾街、小媽祖街、米街、內媽祖港街、枋橋頭前街、枋橋頭後街、打鐵街、做針街、鞋街、天公埕街、大平境街、草花街、陳子芳街、番薯崎街
- 台南第四區：新店尾街、大北門街、竹巷口街、玉皇宮街、雲霄街、總爺街、天池底街、安祿街、觀音亭街、廣慈庵街、三老爺宮街、鴨母寮街、大銃街、小東門街、市仔頭街、竹仔行街
- 台南第五區：外宮後街、南勢街、頂南河街、箍桶街、下南河街、打棕街、頂看西街、下看西街、風神廟街、無尾巷街、土地公口街、番薯巷街、十門巷街、松仔腳街、鎮渡頭街、安海港街、海安宮街、外新街、牛磨後街、東巷街、西巷街、小西門外街、魚行口街、中頭腳街、南頭腳街、北頭腳街、王宮東街、小西松仔腳街、城邊街、水仙宮邊街、外關帝港街、外關帝港橫街、外媽祖港街、外王宮港街、頂粗糠街、大粗糠崎街、杉行街、仁和街、普濟殿街、磚仔塘街、牛墟堀街、十八洞街、試經口街、大廠口街、聖君廟街、北勢街、北勢橫街、藥王街、佛頭港街、金瀛街、媽祖樓街、看南埕街、新港墘街、老古石街、中街、全安宮街、草寮後街、後樓仔街、土岸尾街、板店街[1]

1901年11月11日，台灣實施廢縣置廳的地方行政改制，台南市地區改隸臺南廳。1909年5月15日，臺南第一至五區改劃分為臺南東區（管轄甲、乙、丁、戊、己）、臺南西區（管轄丙、庚、辛）。1919年4月1日，台南市實施町名改正，將原有的街道名稱改為日式的町，臺南東區下轄旭町、竹園町、白金町、東門町、北門町、壽町、大正町、明治町、清水町、高砂町、開山町、綠町、幸町、本町、花園町、臺町、老松町、寶町，區長役場位在高砂町；臺南西區下轄福住町、西門町、錦町、末廣町、大宮町、南門町、泉町、永樂町、港町、濱町、入船町、田町、新町，區長役場位在大宮町。
1920年10月1日，臺灣改制行政區劃，原堡里之行政區廢除，街庄改為大字；臺南市作為州轄市成立，臺南東、西區廢止，範圍包含前述31町及周邊的後甲、三分子、桶盤淺、竹篙厝、塩埕、安平、上鯤鯓、鄭子寮等8個大字。1936年10月1日，新豐郡永寧庄下鯤鯓併入臺南市（府令78號）。1940年10月1日，新豐郡永寧庄廢庄，原所轄鞍子、灣裡以及新豐郡仁德庄虎尾寮改隸臺南市（府令123號）。在二戰結束前的臺南市管轄以下31町及12大字：
- 町：旭町、壽町、竹園町、北門町、東門町、清水町、高砂町、開山町、綠町、幸町、錦町、白金町、末廣町、濱町、泉町、南門町、大宮町、西門町、大正町、花園町、明治町、本町、臺町、寶町、老松町、福住町、港町、田町、永樂町、入船町、新町
- 大字：後甲、三分子、桶盤淺、竹篙厝、鹽埕、安平、上鯤鯓、鄭子寮、下鯤鯓、鞍子、灣裡、虎尾寮

| 1900年       | 1900年   | 1900年                                                           | 1910年   | 1910年   | 1910年     | 1920年 | 1920年   | 1940年 | 1940年   |
| 區           | 保里     | 街庄社                                                           | 區       | 保里     | 街庄社     | 市街庄 | 町/大字  | 市街庄 | 町/大字  |
| ------------ | -------- | ---------------------------------------------------------------- | -------- | -------- | ---------- | ------ | -------- | ------ | -------- |
| 臺南第1至5區 | 臺南市街 | 前述街                                                           | 臺南東區 | 臺南市街 | 甲乙丁戊己 | 台南市 | 前述町名 | 台南市 | 前述町名 |
| 臺南第1至5區 | 臺南市街 | 前述街                                                           | 臺南西區 | 臺南市街 | 丙庚辛     | 台南市 | 前述町名 | 台南市 | 前述町名 |
| 外武定區     | 外武定里 | 文元藔庄、鄭仔藔庄、大港藔庄                                     | 外武定區 | 外武定里 | 鄭仔藔庄   | 台南市 | 鄭子寮   | 台南市 | 鄭子寮   |
| 安平區       | 効忠里   | 妙壽宮社、海頭社、十二宮社、港仔尾社、王城西社、市仔街、灰磘尾社 | 安平區   | 效忠里   | 安平街     | 台南市 | 安平     | 台南市 | 安平     |
| 安平區       | 効忠里   | 一鯤身社、二鯤身社、三鯤身社                                     | 安平區   | 效忠里   | 上鯤鯓庄   | 台南市 | 上鯤鯓   | 台南市 | 上鯤鯓   |
| 新鯤區       | 効忠里   | 四鯤身社、五鯤身社、六鯤身社、七鯤身社                           | 新鯤區   | 效忠里   | 下鯤鯓庄   | 永寧庄 | 下鯤鯓   | 台南市 | 下鯤鯓   |
| 新鯤區       | 新昌里   | 瀨口庄、下林仔庄、仙草藔庄、鹽埕庄、田藔庄、大館庄               | 新鯤區   | 新昌里   | 鹽埕庄     | 台南市 | 鹽埕     | 台南市 | 鹽埕     |
| 仁和區       | 仁和里   | 竹篙厝庄、大東路庄                                               | 永仁區   | 仁和里   | 竹篙厝庄   | 台南市 | 竹篙厝   | 台南市 | 竹篙厝   |
| 仁和區       | 仁和里   | 桶盤淺庄、大林庄                                                 | 永仁區   | 仁和里   | 桶盤淺庄   | 台南市 | 桶盤淺   | 台南市 | 桶盤淺   |
| 仁和區       | 仁和里   | 鞍仔庄、堀仔庄                                                   | 永仁區   | 仁和里   | 鞍仔庄     | 永寧庄 | 鞍子     | 台南市 | 鞍子     |
| 永康區       | 永康下里 | 三份仔庄、中樓仔庄                                               | 永仁區   | 永康下里 | 三份仔庄   | 台南市 | 三分子   | 台南市 | 三分子   |
| 永康區       | 永康下里 | 太爺廍庄、後甲庄、許厝甲庄、草店尾庄                             | 永仁區   | 永康下里 | 後甲庄     | 台南市 | 後甲     | 台南市 | 後甲     |
| 永康區       | 永康下里 | 關帝廳庄、虎尾藔庄、王牛稠庄、前甲庄                             | 永仁區   | 永康下里 | 虎尾藔庄   | 仁德庄 | 虎尾寮   | 台南市 | 虎尾寮   |
| 永寧區       | 永寧里   | 灣裡庄、喜樹庄、港尾庄                                           | 永寧區   | 永寧里   | 灣裡庄     | 永寧庄 | 灣裡     | 台南市 | 灣裡     |

## 區
1935年10月1日，台南市設立42區，並由市尹指派區長以輔助市行政事務，區內再由區長推薦無給職的區委員。1936年10月10日，安平、鯤鯓區拆分為安平區、鯤鯓區。1940年10月1日，虎尾寮納入後甲區，鞍子納入桶盤淺第二區，新增灣裡區、喜樹區。
| - 旭、北門區：旭町、北門町 - 竹園、壽區：竹園町、壽町 - 清水區：清水町、高砂町一丁目 - 高砂區：高砂町二、三丁目 - 綠區：綠町、開山町三丁目 - 開山區：開山町一、二丁目 - 白金區：白金町 - 錦町區：錦町 - 末廣、幸區：末廣町、幸町 - 大宮區：大宮町 - 南門區：南門町 - 泉區：泉町、鹽埕(部分) - 西門第一區：西門町一、二、三丁目 - 西門第二區：西門町四、五丁目 - 濱町區：濱町 |  | - 新町區：新町 - 大正町區：大正町 - 花園區：花園町 - 本町第一區：本町一、二丁目 - 本町第二區：本町三、四丁目 - 明治町區：明治町 - 臺町區：臺町 - 老松區：老松町 - 寶町區：寶町 - 東門區：東門町 - 福住第一區：福住町一丁目(部分) - 福住第二區：福住町一(部分)、二丁目 - 永樂第一區：永樂町一、二丁目(部分) - 永樂第二區：永樂町二(部分)、三丁目 |  | - 入船區：入船町 - 港第一區：港町一丁目 - 港第二區：港町二丁目 - 田町區：田町 - 三分子區：三分子 - 後甲區：後甲、虎尾寮 - 竹篙厝區：竹篙厝 - 桶盤淺第一區：桶盤淺市街地 - 桶盤淺第二區：桶盤淺部落、鞍子 - 鹽埕第一區：鹽埕市街地 - 鹽埕第二區：鹽埕部落 - 鄭子寮區：鄭子寮 - 安平區：安平 - 鯤鯓區：鯤鯓 - 灣裡區：灣裡部落 - 喜樹區：喜樹部落 |

## 市章
臺南州轄市曾有市章，作用類似今日之市徽：其設計以「台」字為輪廓，中央的部份象徽「南」字之片假名（nan），戰後即棄而不用。

## 市役所
臺南市役所在最初是設在臺南州廳裡，後來在1930年搬到大宮町二丁目的清代臺灣分巡道按察使巡道署舊址（今永福國小）。在市尹與助役之下，市役所內部設有庶務課、教育課、勸業課、土木課、水道課、衛生課、稅務課、會計課八個課。

## 歷屆首長

### 市尹
| 任次 | 肖像 | 姓名 (生–卒)          | 在任時間       | 在任時間       | 備註 |
| ---- | ---- | --------------------- | -------------- | -------------- | ---- |
| 1    |      | 荒卷鐵之助 (？－？)   | 1920年9月1日   | 1926年12月17日 |      |
| 2    |      | 佐藤矢 (？－？)       | 1926年12月17日 | 1927年3月16日  |      |
| 3    |      | 田丸直之 (？－？)     | 1927年3月16日  | 1928年9月18日  |      |
| 4    |      | 遠藤所六 (？－？)     | 1928年9月18日  | 1929年3月31日  |      |
| 5    |      | 堀内林平 (1887－？)   | 1930年3月31日  | 1931年5月16日  |      |
| 6    |      | 菱村彥十郎 (1892－？) | 1931年5月16日  | 1932年4月21日  |      |
| 7    |      | 森萬吉 (1883－？)     | 1932年4月21日  | 1933年10月3日  |      |
| 8    |      | 古澤勝之 (1894－1943) | 1933年10月3日  | 1938年10月7日  |      |
| 9    |      | 藤垣敬治 (1896－？)   | 1938年10月7日  | 1940年10月28日 |      |

#### 附註
1. ↑  原宜蘭廳長。
2. ↑  原臺南州臺南市庶務課長。
3. ↑  原高雄州屏東郡守。
4. ↑  原臺中州臺中市尹。
5. ↑  原臺南州水利課長。
6. ↑  改任高雄州内務部長。
7. ↑  原臺中州豐原郡守。
8. ↑  改任花蓮港廳長。
9. ↑  原臺中州臺中市尹。

### 市長
| 任次 | 肖像 | 姓名 (生–卒)          | 在任時間       | 在任時間       | 備註 |
| ---- | ---- | --------------------- | -------------- | -------------- | ---- |
| 1    |      | 那須重德 (？－？)     | 1940年10月28日 | 1942年4月15日  |      |
| 2    |      | 羽鳥又男 (1892－1975) | 1942年4月15日  | 1945年7月27日  |      |
| 3    |      | 竹中憲二 (？－？)     | 1945年7月27日  | 1945年10月25日 |      |

#### 附註
1. ↑  原總督官房人事課長。
2. ↑  原臺北州基隆市長。

## 人口
1939年的臺南市人口共計131,079人，其中本島人110,515人，內地人17,309人，朝鮮人102人，中國人3,146人，其他國籍者7人。本島人多分布在過去臺灣府城城牆西段的周圍，如永樂町（8,408人）、西門町（5,596人）、濱町（5,366人）、港町（5,285人）和福住町（4,910人），過去的東門大街一帶，如本町（5,315人）、高砂町（5,259人）和安平（6,931人）。內地人多分布在臺南市的南側，如桶盤淺（1,837人）、鹽埕（1,117人）、臺南市東側和大正公園周圍，如錦町（798人）、開山町（772人）、清水町（738人）。朝鮮人集中分布在新町，中國人則是集中在臺南市西側。由各行政區的人口組成來看，台南市東側的內地人比例較高。旭町為步兵第二聯隊所在，町內人口全為內地人；而竹園町為多數臺南州廳職員和其他單位職員宿舍所在，町內的內地人比例高達六成；靠近鐵路一帶的北門町和壽町的內地人比例亦高達四成，內地人分布最多的桶盤淺則有接近六成為內地人；而上述本島人分布較多的地區以及鄭子寮、上鯤鯓、下鯤鯓和後甲，其區內本島人比例高達九成。在人口性別方面，新町因為臺南遊廓所在，其町內的女性比例明顯較其他地區高。

## 教育設施

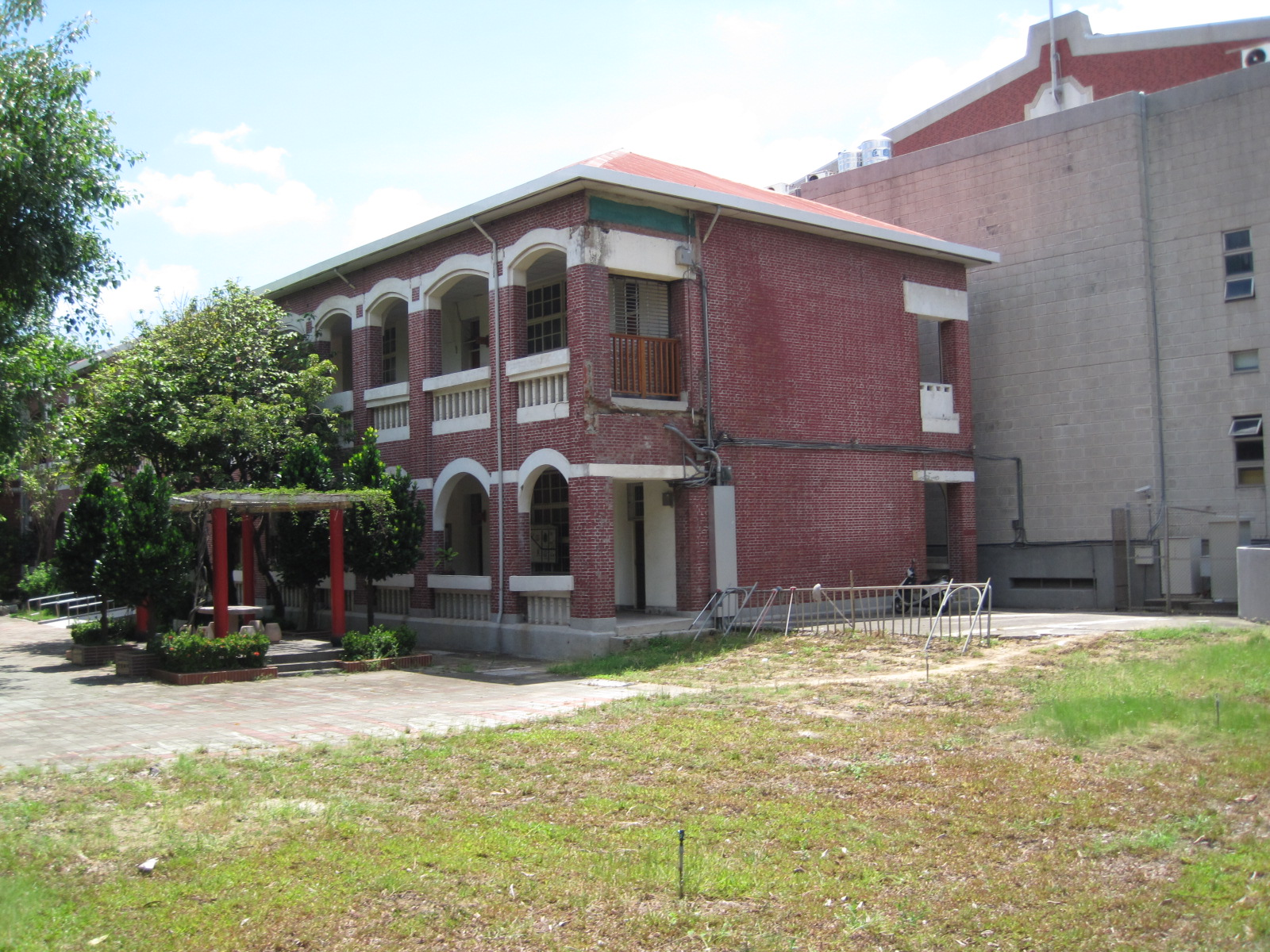
花園尋常小學校本館（今公園國小）

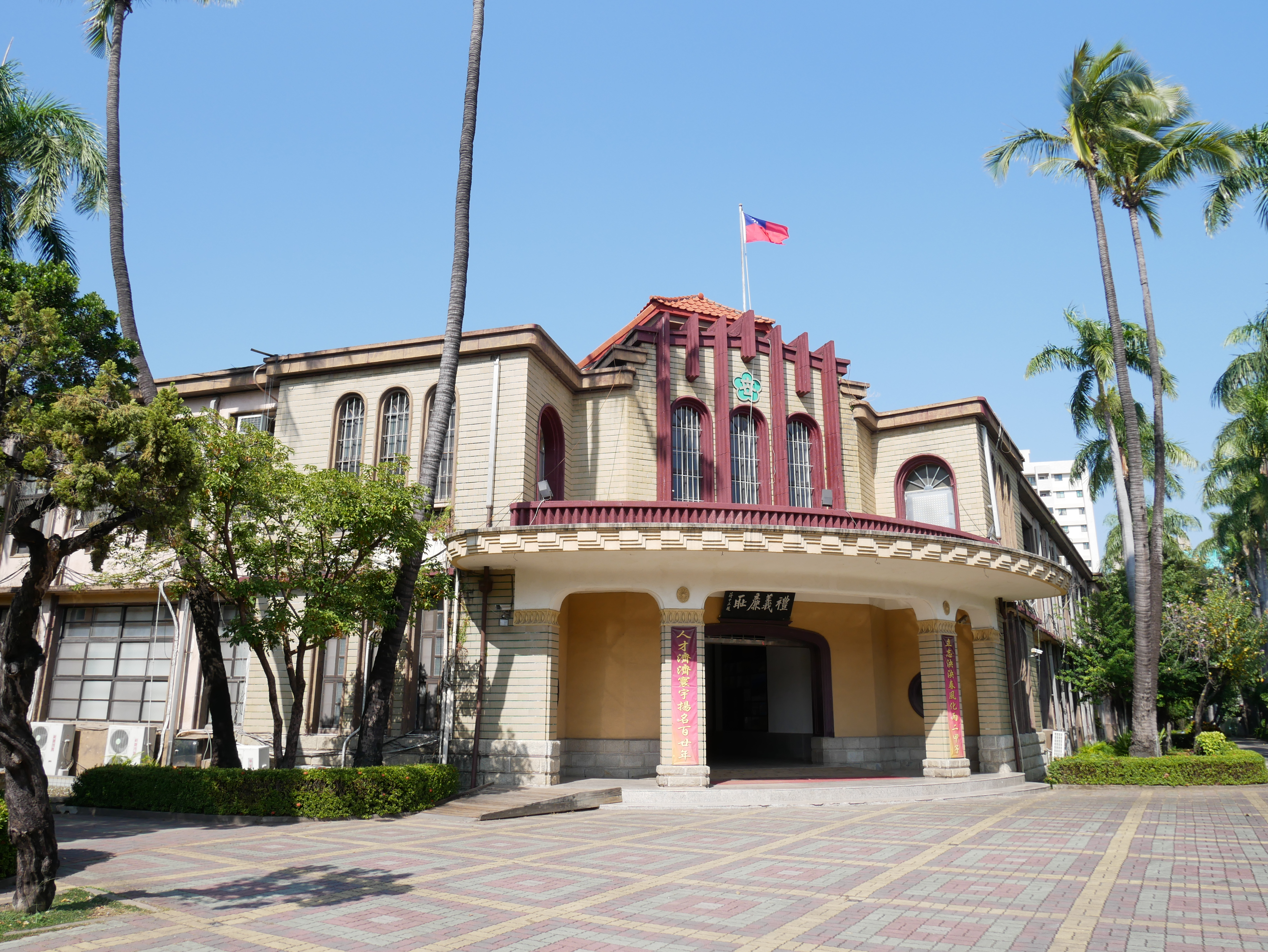
寶公學校本館（今立人國小）

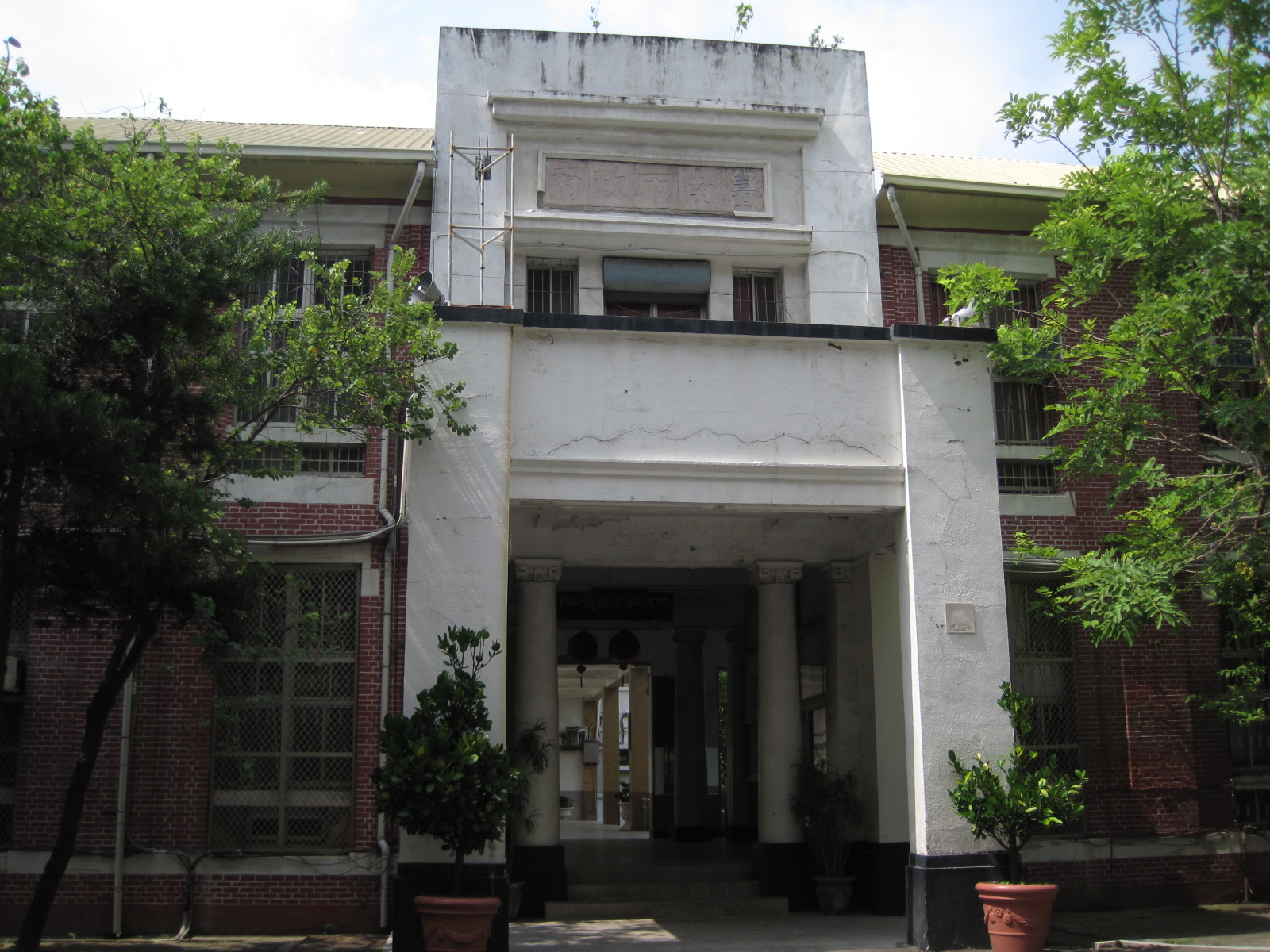
南門尋常小學校舍（今建興國中）

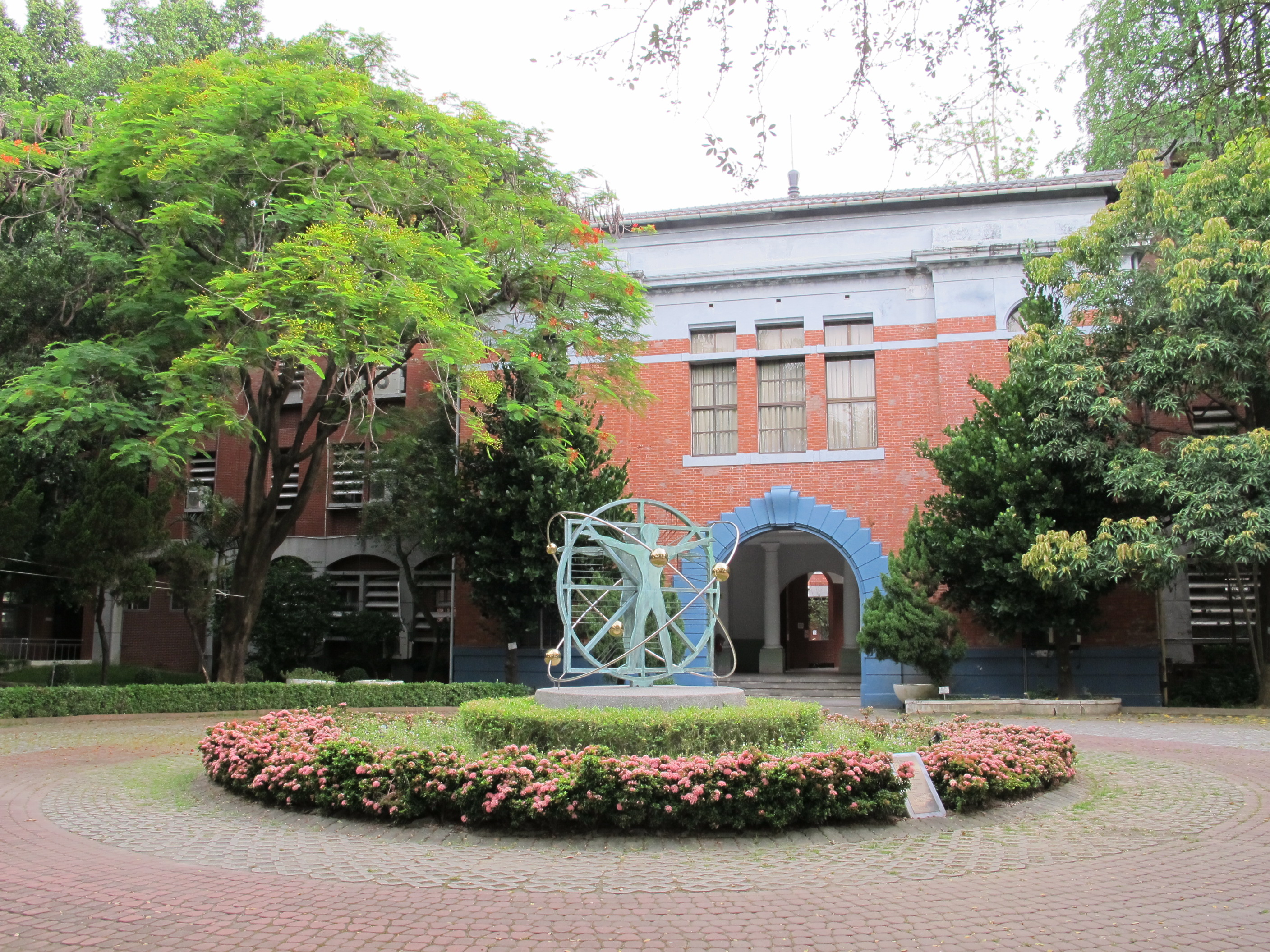
臺南第一中學校本館（今臺南二中）

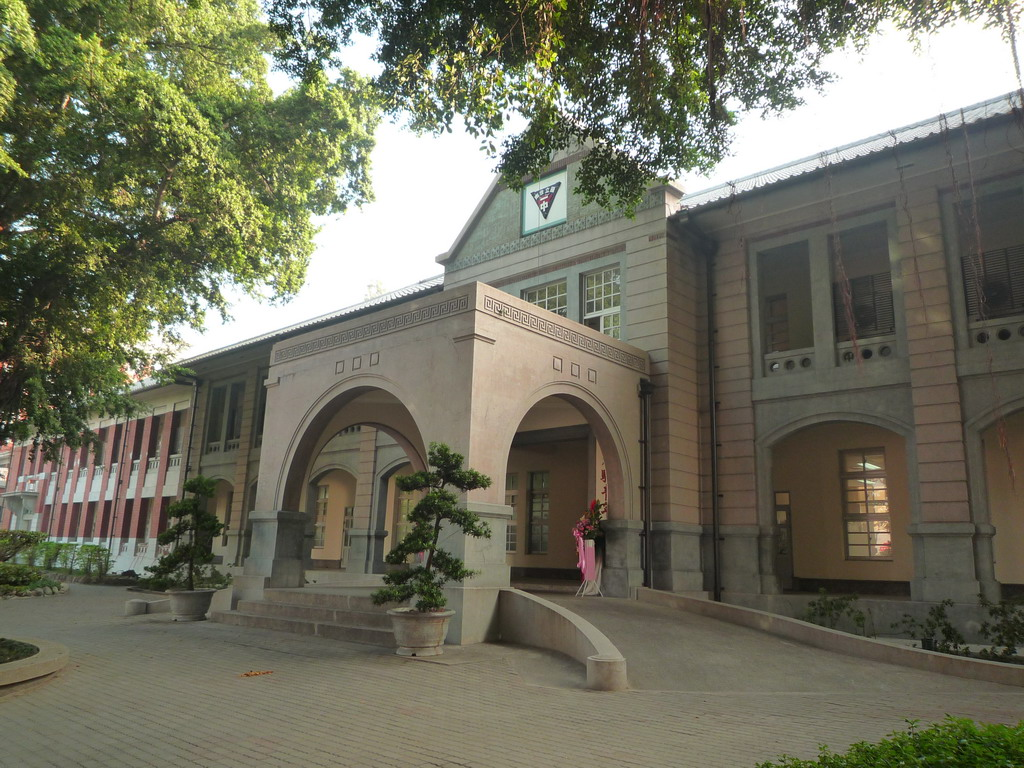
臺南第二中學校校舍本館（今臺南一中）

### 小學

#### 小學校
- 台南小學校→台南尋常高等小學校→台南第一尋常高等小學校→竹園尋常小學校→花園尋常小學校→花園國民學校（今公園國小）
- 台南第二尋常高等小學校→南門尋常小學校→南門國民學校（今建興國中）
- 台南尋常高等小學校安平派遣教授所→安平尋常高等小學校→安平尋常小學校→安平國民學校（今西門實小）

#### 公學校
- 台南國語傳習所→台南第一公學校→台南師範附屬國民學校（今南大附小）
- 台南第二公學校→寶公學校→寶國民學校（今立人國小）
- 台南第三公學校→末廣公學校→末廣國民學校（原位在忠義國小的位置，後遷至今進學國小的位置）
- 台南第四公學校→港公學校→港國民學校（今協進國小）
- 台南女子公學校→明治公學校→明治國民學校（今成功國小）
- 安平公學校→安平公學校→安平東國民學校（今石門國小）
- 安平公學校鹽埕分教場→鹽埕公學校→鹽埕國民學校（今日新國小）
- 安平公學校永寧分教場→永寧公學校→壽國民學校（今省躬國小）
- 盬埕公學校下鯤鯓分教場→下鯤鯓公學校→真砂國民學校（今龍崗國小）
- 竹園公學校→竹園國民學校（今勝利國小）
- 汐見公學校→汐見國民學校（今忠義國小）
- 伏見國民學校（今延平國中）

### 中學

#### 中學校
- 台南州立台南第一中學校（今台南二中）
- 台南州立台南第二中學校（今台南一中）

#### 高等女學校
- 台南州立台南第一高等女學校（今台南女中）
- 台南州立台南第二高等女學校（戰後與台南第一高女合併，校址為今中山國中）

#### 實業學校
- 台南州立專修工業學校（今成大附工）
- 台南商業補習學校→台南商業專修學校（今台南高商）
- 台南女子技藝學校→台南實踐女學校→台南家政女學校（今家齊高中）
- 安平水產專修學校（今台南海事學校）

### 高等教育

#### 師範學校
- 台南師範學校（今台南大學）

#### 專門學校
- 台南高等工業學校→台南工業專門學校（今成功大學）

### 其它

#### 盲啞學校
- 台南州立台南盲啞學校（今南大附屬啟聰學校）

#### 私立學校
- 私立家政裁縫講習所→私立台南家政學院→私立台南和敬女學校（今光華高中）
- 台南長老教中學校→長老教台南高等學校→私立長榮中學校（今長榮中學）
- 新樓女學校→長老教女學校→長榮高等女學校（今長榮女中）
- 台南神學校（今台南神學院）

## 娛樂設施

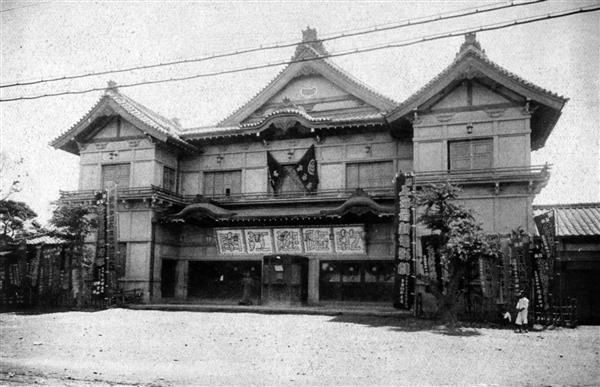
宮古座

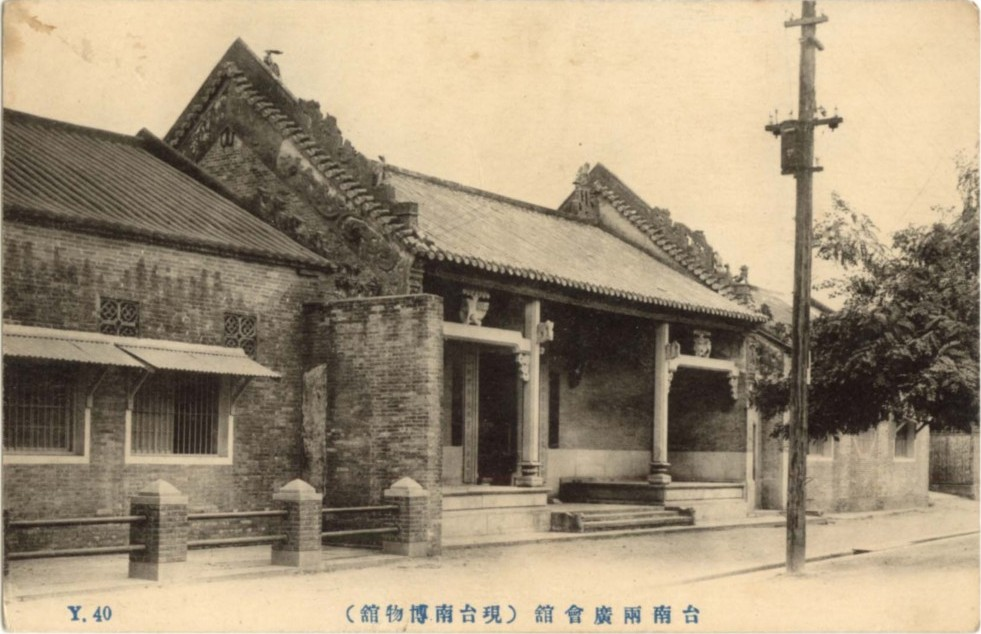
台南兩廣會館

### 戲院
- 台南座
- 大黑座
- 南座
- 大舞台
- 戎座
- 新泉座
- 宮古座
- 世界館[11]

### 博物館
- 台南縣博物館→台南博物館→台南州立教育博物館（原址在兩廣會館，毀於二戰空襲）
- 台南歷史館（原址在中西區區公所）
- 台南商品陳列館→台南州產業館（原址在今台南高等法院）

### 水上活動
- 台南市水泳場（原址在台南運動公園內）
- 安平海水浴場
- 喜樹海水浴場
- 灣裡海水浴場

### 遊廓
- 台南遊廓

### 賽馬
- 台南競馬場（原設在水交社，後遷至後甲）

## 工商設施

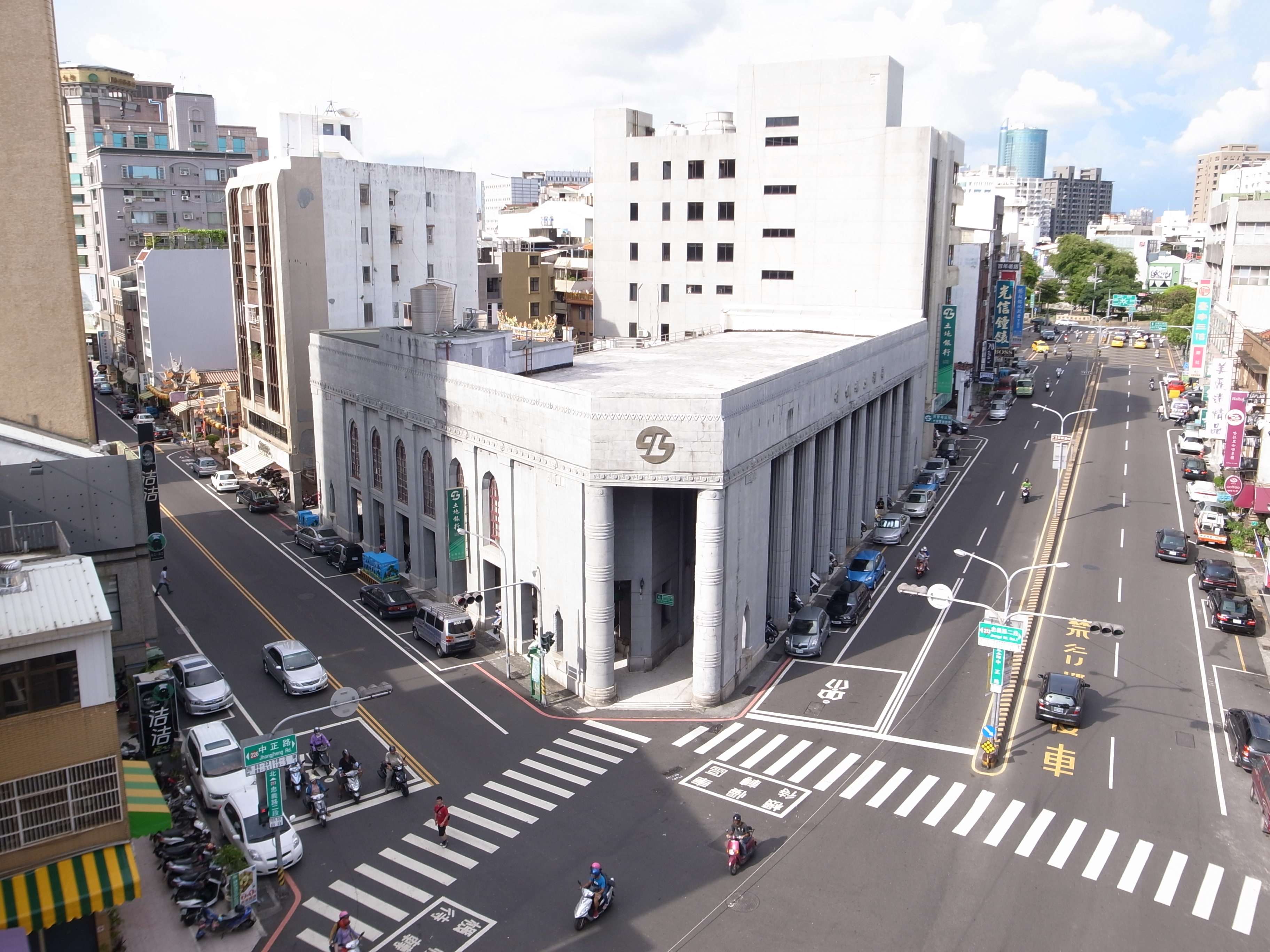
日本勸業銀行臺南支店

### 金融機購
- 台灣銀行台南支店（台南市大宮町一丁目11）
- 台灣商工銀行台南支店（台南市白金町二丁目22）
- 台灣貯蓄銀行（台南市大宮町三丁目45）
- 彰化銀行台南支店（台南市錦町二丁目36）
- 日本勸業銀行台南支店（台南市末廣町一丁目119）
- 三十四银行→三和銀行台南支店（台南市本町四丁目169）
- 台灣南部無盡株式會社（台南市田町42-11）

### 市場
- 東市場
- 西市場
- 明治分市場（今鴨母寮市場）
- 永樂分市場（今水仙宮市場）
- 南門分市場（原址在台南愛國婦人會館西側，現已改建為大樓）
- 安平市場
- 台南市魚市場
- 台南市青物市場（原址在西市場北翼）
- 台南市家畜市場

### 電業
- 台灣電力株式會社台南營業所（今台灣電力公司台南區營業處）

### 鹽業、製冰業
- 台灣製鹽株式會社本社
- 大日本製鹽株式會社安平岀張所
- 掌潭製鹽株式會社本社
- 台南製冰株式會社（台南市新町一丁目98）
- 朝日製冰合名會社（台南市田町50）

### 交通運輸業

#### 運輸
- 台灣運輸業組合台南支部（火車站前）
- 國際通運株式會社台南支店（台南市北門町二丁目1）
- 株式會社日東商船組台南支店（台南市北門町二丁目51）
- 台灣運輸株式會社台南支店（火車站前、台南市田町49）
- 丸一組台南岀張所（台南運河）

#### 鐵道
- 台北鐵道株式會社台南岀張所（台南市壽町一丁目41）
- 台灣輕鐵株式會社（台南市明治町三丁目36，戰後改組為興南客運）

#### 汽車
- 台灣自動車株式會社（台南市大正町三丁目6）
- 台南タクシー株式會社（台南市壽町一丁目2-1）
- 捷輪商行合名會社（台南市本町一丁目30）

### 其它
- 台灣煉瓦株式會社台南工場（台南市竹嵩厝）
- 台南煉瓦株式會社（台南市桶盤淺52）
- 台南製麻株式會社（台南市三分子57）
- 台灣織布株式會社（台南市鹽埕19）
- 台灣皮革株式會社（台南市寶町二丁目14）
- 台灣宅商會台南支店（台南市末廣町二丁目143）
- 三井物產台南支店
- 近藤商會（台南市大宮町一丁目52）
- 辰馬商會台南出張所（台南市大正町三丁目6）
- 東光株式會社台南支店（台南市白金町三丁目15）
- 石鹼販賣株式會社（台南市東門町二丁目14）
- 日吉吳服店（台南市本町四丁目105）

## 醫療設施

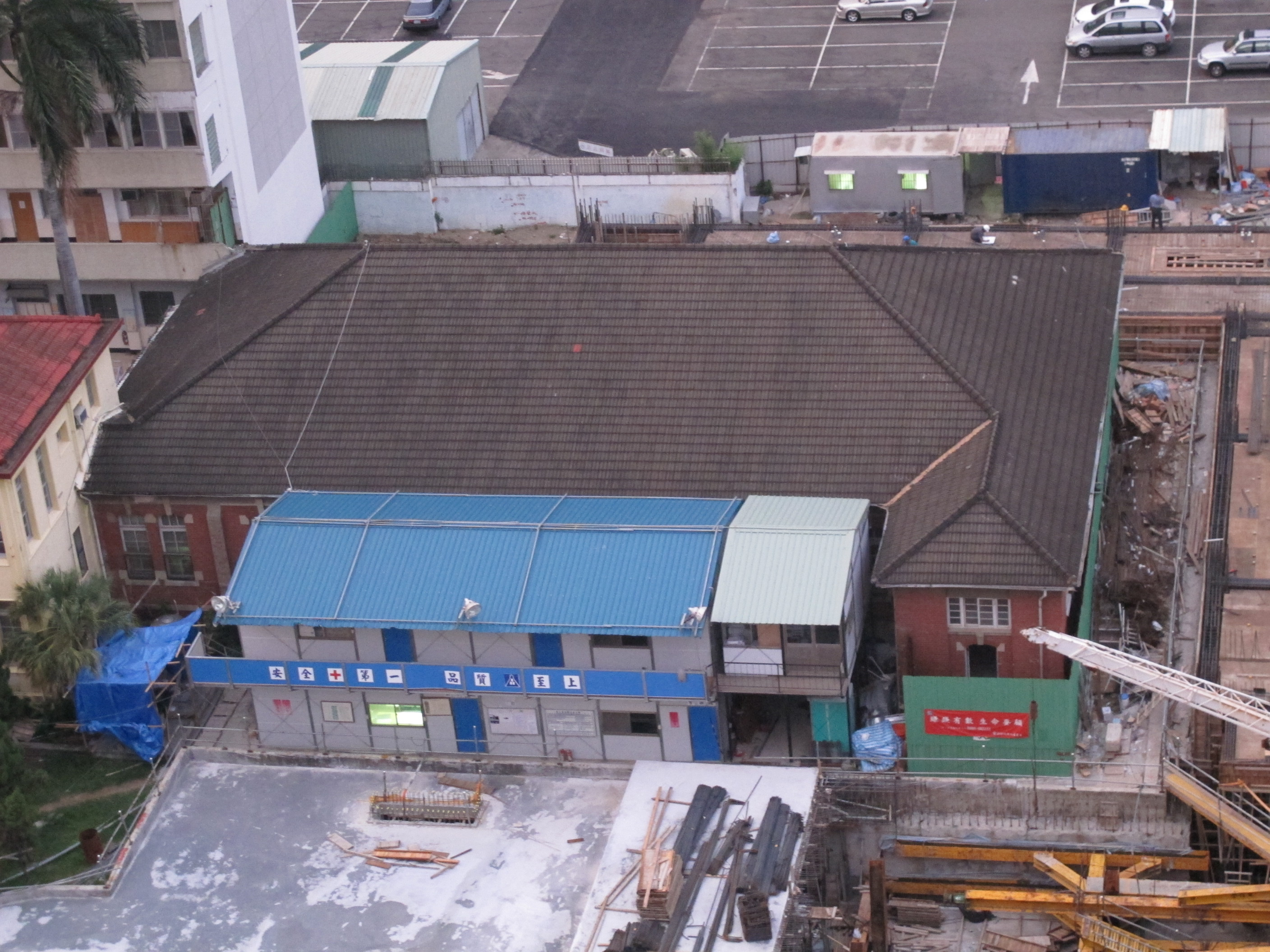
臺南病院現僅存建築

- 台南醫院（今衛生福利部台南醫院，部份遺構位為於台南護專內）
- 日軍台南衛戍病院（今成功大學台文系館）
- 台南避病院→濟生病院
- 台南婦人病院（原址在今保安市場）